# 1-雄烯二酮
1-雄烯二酮（英語：1-Androstenedione，或称为5α-雄甾-1-烯-3β,17β-二酮，5α-androst-1-ene-3β,17β-dione，或4,5α-双氢-δ1-雄烯二酮，4,5α-dihydro-δ1-4-androstenedione）是一种人工合成的雄激素和同化類固醇药物，能作为1-睾酮(Δ1-DHT)的激素原。

## 其它
- 1-雄烯二醇